# さいたま市立大谷場東小学校
さいたま市立大谷場東小学校（さいたましりつ おおやばひがししょうがっこう）は、埼玉県さいたま市南区にある公立小学校。

## 沿革
- 1962年（昭和37年）5月1日 - 浦和市立大谷場東小学校として開校。
- 1970年（昭和45年） - プールが落成する。
- 2001年（平成13年）5月1日 - さいたま市誕生により、さいたま市立大谷場東小学校に改称。

## 学区
- 南浦和2丁目（37番～最終番地）、南浦和3丁目

## アクセス
- JR京浜東北線・武蔵野線 南浦和駅東口より徒歩約12分。